# Leptochilus fuscipes
Leptochilus fuscipes är en stekelart som beskrevs av Gusenleitner 1985. Leptochilus fuscipes ingår i släktet Leptochilus och familjen Eumenidae. Inga underarter finns listade i Catalogue of Life.